# کاله تالویسته
کاله تالویسته (استونیایی: Kalle Talviste؛ زادهٔ ۱ ژانویهٔ ۱۹۴۵) سیاستمدار و نماینده سابق مجلس اهل استونی است.